# Pond Creek (Oklahoma)
Pond Creek es una ciudad ubicada en el condado de Grant en el estado estadounidense de Oklahoma. En el año 2010 tenía una población de 	856 habitantes y una densidad poblacional de 389,09  personas por km².

## Geografía
Pond Creek se encuentra ubicada en las coordenadas 36°40′7″N 97°48′7″O / 36.66861, -97.80194 (36.668611° -97.801944°).

## Demografía
Según la Oficina del Censo en 2000 los ingresos medios por hogar en la localidad eran de $30,515 y los ingresos medios por familia eran $36,346. Los hombres tenían unos ingresos medios de $30,682 frente a los $19,097 para las mujeres. La renta per cápita para la localidad era de $17,456. Alrededor del 17.3% de la población estaban por debajo del umbral de pobreza.